# Galactische Burgeroorlog
De Galactische Burgeroorlog (Engels: Galactic Civil War) is een fictieve oorlog uit het Star Warsfranchise. De oorlog diende als primaire verhaallijn voor de originele trilogie van films: A New Hope, The Empire Strikes Back, en Return of the Jedi, evenals media uit het Star Wars Expanded Universe.
De oorlog werd uitgevochten tussen het Galactische Keizerrijk en de rebellenalliantie. Wanneer de oorlog precies begon is niet met zekerheid te bepalen, maar mogelijk gebeurde dit kort na Revenge of the Sith. In het multimediaproject Star Wars: The Force Unleashed is onder andere te zien hoe de rebellenalliantie wordt opgericht.

## Verloop
Aanvankelijk was de oorlog niet meer dan een ondergronds verzet tegen het bewind van keizer Palpatine. Al tijdens de kloonoorlogen, toen Palpatine steeds meer macht verkreeg in de senaat, waren enkele senatoren ongerust over de gevolgen hiervan.
Het bestaan van het verzet werd voor het eerst ontdekt door het keizerrijk vlak voor de slag om Danuta. Het keizerrijk liet veel rebellen oppakken. Desondanks groeide de rebellenalliantie dankzij steun van buitenaf uit tot een militaire strijdmacht. Dit betekende het begin van de eerste veldslagen tussen het keizerrijk en de rebellenalliantie. De rebellen trokken veel militairen en officieren uit de oude republiek aan, verder sloten veel Keizerlijke deserteurs zoals Wedge Antilles zich aan bij het bondgenootschap.
Een aantal belangrijke veldslagen in de oorlog die te zien waren in de films zijn:
- Slag om Scarif: de Rebellenalliantie toont voor het eerst de grootte van haar kracht. Het doel was om de Death Star-plannen te stelen. Die missie slaagt met zware verliezen.
- Slag om Yavin: hierbij vernietigden de rebellen de eerste Death Star, waarna het keizerrijk hen als een grote bedreiging ging zien.
- Slag om Hoth: het keizerrijk vernietigt met succes het rebellenhoofdkwartier op Hoth.
- Slag om Endor: de laatste grote slag waarbij de tweede Death Star werd vernietigd en het Keizerrijk definitief viel door de dood van Palpatine.

## Expanded Universe
In het Expanded Universe wordt de oorlog verder uitgediept, zoals de betrokkenheid van personages als Prins Xizor. Ook blijkt in het Expanded Universe dat de oorlog nog niet definitief voorbij was na de slag om Endor. Na de dood van de keizer duurde het nog een tijdje voor er een nieuwe republiek was gevormd. Ook bleven restanten van het keizerrijk nog jaren een bedreiging vormen. De slag om Endor was in 4 ABY, maar de oorlog zelf eindigde in 19 ABY.